# Bitwa pod Postawami

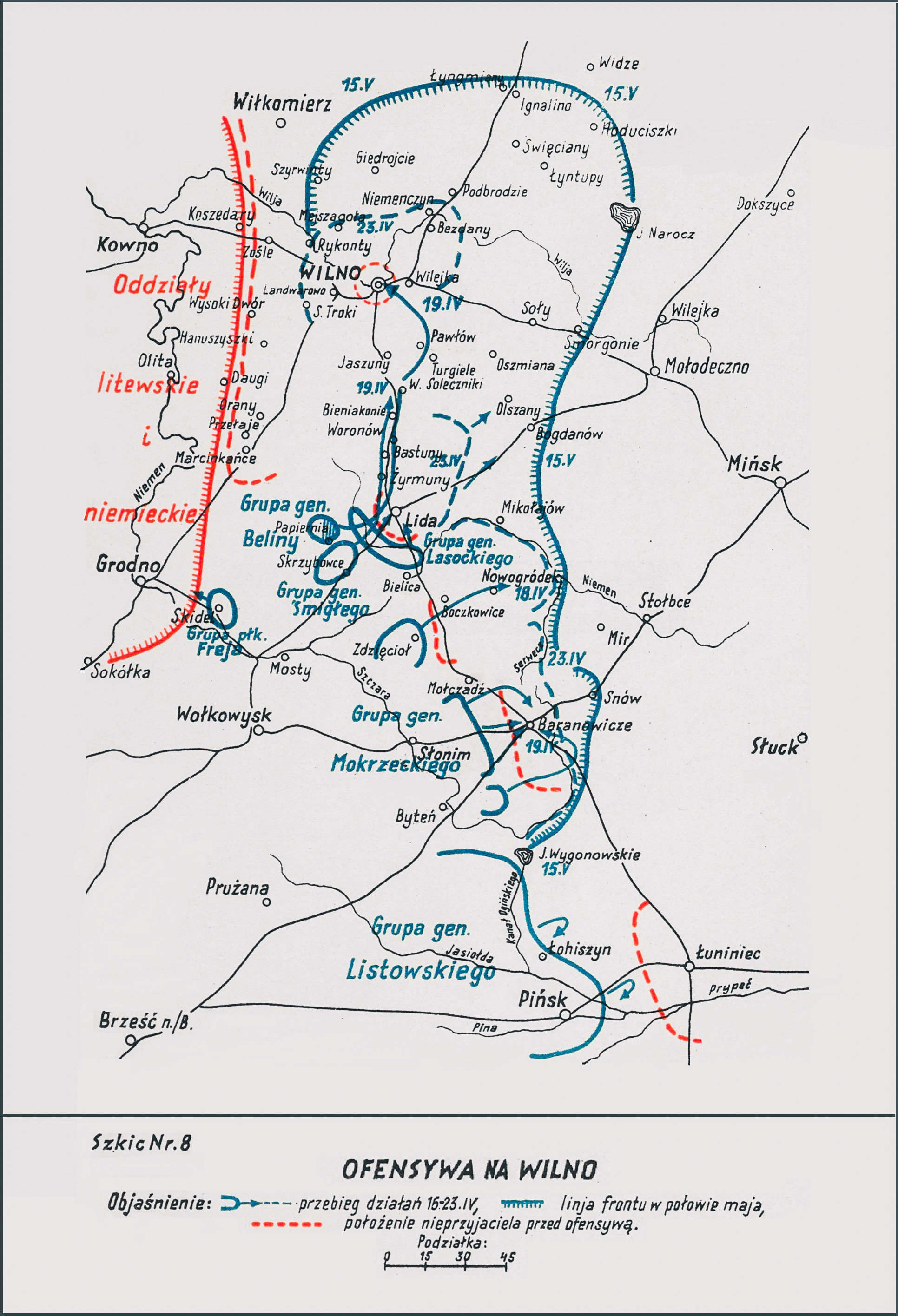
Adam Przybylski,
Wojna Polska 1918–1921

Bitwa pod Postawami – walki 3 kompanii 6 pułku piechoty Legionów ppor. Jana Niemierskiego z oddziałami sowieckimi toczone w pierwszym roku wojny polsko-bolszewickiej.

## Geneza
W pierwszych miesiącach 1919 roku na wschodnich krańcach odradzającej się Rzeczypospolitej stacjonowały jeszcze wojska niemieckie Ober-Ostu. Ich ewakuacja powodowała, że opuszczane przez nie tereny od wschodu zajmowała Armia Czerwona. Jednocześnie od zachodu podchodziły oddziały Wojska Polskiego. W lutym 1919 jednostki polskie weszły w kontakt bojowy z oddziałami Armii Czerwonej. Rozpoczęła się nigdy nie wypowiedziana wojna polsko-bolszewicka.
16 kwietnia Naczelny Wódz Józef Piłsudski rozpoczął operację wileńską. Doprowadziła ona nie tylko do zajęcia Wilna, ale i do znacznego przesunięcia linii frontu na północ i wschód.
W czerwcu 1919, wykorzystując fakt przerzutu części wojsk Frontu Litewsko-Białoruskiego na front przeciwniemiecki, dowódca Frontu Zachodniego Dmitrij Nadiożny nakazał 15. i 16 Armii rozpoczęcie działań zaczepnych w północnym sektorze frontu polskiego. 15 Armia lewym skrzydłem miała wyjść na linię Dzisna-Hoduciszki, zaś 16 Armia prawym skrzydłem przedłużać pas natarcia do jezior Szwakszty i Wiśniewskie.
W tym czasie 6 pułk piechoty Legionów mjr. Bolesława Popowicza obsadzał ponad stukilometrowy odcinek frontu od Łabonar do Postaw.

## Walczące wojska
| Jednostka                             | Dowódca                 | Podporządkowanie          |
| Wojsko Polskie                        |                         |                           |
| dowództwo 1 Dywizji Piechoty Legionów | gen. Edward Śmigły-Rydz | Front Litewsko-Białoruski |
| ⇒ 6 pułk piechoty Legionów            | mjr Bolesław Popowicz   | 1 DP Leg.                 |
| → 3/6 pułku piechoty Legionów         |                         |                           |
| Armia Czerwona                        |                         |                           |
| ⇒ oddziały Armii Czerwonej            |                         | Armia Zachodnia           |

## Walki pod Postawami
Na początku czerwca 1919 na froncie polsko-sowieckim panował zastój. Ze względu na rozległość frontu obronę organizowano w oparciu o kompanijne i plutonowe punkty oporu położone w odległości kilkunastu kilometrów od siebie. Każdy punkt przygotowany został do obrony okrężnej. Pozycje składały się z okopów otoczonych pojedynczymi zasiekami z drutu kolczastego. 3 kompania 6 pułku piechoty Legionów ppor. Jana Niemierskiego stanowiła załogę Postaw. Liczyła 150 żołnierzy, a na wyposażeniu posiadała dwa ciężkie karabiny maszynowe.
19 czerwca, liczące około 2000 ludzi, sześć dział, piętnaście ckm-ów, oddziały Armii Czerwonej, wzmocnione grupami uzbrojonej ludności cywilnej, otoczyły Postawy. Pierwsze uderzenie zostało przez Polaków odparte. Po nim nastąpił cały szereg mniejszych ataków obliczonych na wyczerpanie sił obrońców. W walce na bliską odległość duże usługi oddawały granaty ręczne, których to nie posiadali Sowieci. Dopiero 21 czerwca w kierunku Postaw dowództwo polskie wysłało odwody. Na wieść o zbliżających się polskich oddziałach Sowieci rozpoczęli odwrót. Reagując na sytuację, ppor. Niemierski zaatakował ubezpieczenia tylne i rozproszył je.

## Bilans walk
3 kompania 6 pułku piechoty Legionów utrzymała swoje pozycje. Podczas trzydniowego boju większość polskich żołnierzy odniosło rany lub kontuzje. W okresie międzywojennym walkę samotnej kompanii przedstawiano rekrutom jako wzór postawy żołnierza polskiego.